# 40-я гвардейская стрелковая дивизия
40-я гвардейская Енакиевско-Дунайская Краснознамённая ордена Суворова стрелковая дивизия — воинское соединение пехоты РККА Вооружённых Сил СССР. Принимала участие в Великой Отечественной войне. Период боевых действий: с 12 августа 1942 года по 9 мая 1945 года.

## История
Сформирована согласно директиве заместителя НКО СССР № opг/2/786742 от 2 августа 1942 года из 6-го воздушно-десантного корпуса в период с 1 по 6 августа 1942 года как 40-я гвардейская стрелковая дивизия в городе Ногинск в составе: 111-го, 116-го, 119-го гвардейских стрелковых полков, 90-го гвардейского артиллерийского полка, 41-го отд. гв. иптд, 163-го отд. гв. батальона связи, вошли 42-й отд гв. сапёрный батальон 42-я отд гв. разведрота, 43 гв. медсанбат, учбат и другие части и подразделения. Личный состав удостаивается воинских званий «Гвардеец».
- Директивой Ставки ВГК № 994144 от 5 августа 1942 года дивизия была включена в состав 1-й гвардейской армии. Директивой Ставки ВГК № 1036004 от 5 августа 1942 года дивизия получила приказ на отправку со станции Ногинск (90-й гвардейский артполк со станции Ильино) и следовании через Поворино, в состав Юго-Восточного фронта. 6 августа дивизия начала погрузку в эшелоны, и была переброшена в район севернее Сталинграда, где вошла в состав 1-й гвардейской армии Сталинградского фронта.
- 12 августа 1942 года. Производилась разгрузка дивизии и выход в район сосредоточения. 119-й гвардейский стрелковый полк разгрузился на станции Липки. Во время выгрузки полк подвергся налётам авиации противника. Полк понёс потери: убито- 2, ранено 12 человек. Разбита 1 автомашина[4].
- Впервые вступила в бой с немецкими войсками 15 августа 1942 года на рубеже Ново-Григорьевская, Сиротинская (на правом берегу р. Дон). Показав упорство и активность в обороне, части дивизии во взаимодействии с другими соединениями армии отразили наступление 4 дивизий противника и удержали занимаемый рубеж. 18 августа дивизия вместе с 1-й гвардейской армией вошла в состав Сталинградского фронта.

- В боях на подступах к Сталинграду личный состав дивизии проявил массовый героизм и бесстрашие. Бессмертный подвиг героев-панфиловцев повторили в ночь на 18 августа 16 воинов 111-го гв. стрелкового полка под командованием мл. лейтенанта В. Д. Кочеткова. Во время отражения 7-й атаки танков и пехоты противника мужественные воины, обвязавшись гранатами, бросились под гусеницы вражеских машин. Все 16 героев погибли, с честью выполнив поставленную им задачу. В. Д. Кочетков навечно зачислен в списки части.

В числе наиболее отличившихся был стрелковый батальон 119-го гв. стрелкового полка под командованием капитана А. А. Кузнецова. Обороняя район у хутора Дубовой (5 км сев.-западнее Сиротинской), батальон 21 авг. 1942 мужественно отражал наступление до 2 пехотных полков с 40 танками. В течение дня воины батальона отбили 17 вражеских атак, уничтожив при этом 11 танков и несколько сотен немцев. Почти все воины батальона погибли вместе со своим командиром. За проявленное мужество и умелое командование батальоном А. А. Кузнецову посмертно присвоено звание Героя Советского Союза. Он навечно зачислен в списки полка. Высоких наград был удостоен также весь личный состав батальона.
- Свыше З месяцев воины дивизии последовательно в составе 1-й гвардейской и 21-й общевойсковых, 4-й танковой армий Сталинградского фронта и 65-й армии Донского фронта участвовали в героической обороне Сталинграда. Во время контрнаступления советских войск дивизия в составе 5-й танковой армии Юго-Западного фронта вела наступательные бои на внешнем фронте окружения вражеской группировки и вышла на р. Северский Донец.
- В январе-феврале 1943 в составе 5-й ударной армии Южного фронта участвовала в освобождении Донбасса. За успешное выполнение заданий командования и проявленные личным составом доблесть и мужество дивизия 19.06.1943 г. награждена орденом Красного Знамени.

В августе 1943 её части во взаимодействии с другими соединениями 5-й ударной армии прорвали сильно укреплённую оборону противника на р. Миус и 8 сентября освободили г. Енакиево, за что дивизии было присвоено почётное наименование Енакиевской (8 сентября 1943 года).
- 12—13 сентября 1943 года войсками дивизии было освобождено село Великая Новосёлка.
- В 1944 дивизия в составе войск 46 А 3-го Украинского фронта успешно громила немецких захватчиков в Никопольско-Криворожской, Одесской и Ясско-Кишинёвской наступательных операциях. После разгрома вражеских войск на территории Румынии участвовала в освобождении Болгарии, Югославии, Венгрии и Австрии.
- 13 ноября 1944 года в бою за венгерский город Шольт, на восточном берегу р. Дунай, бессмертный подвиг А. Матросова повторил комсорг 2-й стрелковой роты 119-го гв. стрелкового полка мл. сержант Б. И. Цуюков. Ценой своей жизни бесстрашный воин обеспечил успешное выполнение подразделением боевой задачи в наступлении.
- В ночь на 1 декабря 1944 дивизия в составе 4 гв. А 3-го Украинского фронта успешно форсировала р. Дунай в районе венгерского г. Пакш и прорвала оборону немцев на правом берегу реки, за что получила почётное наименование «Дунайской» (6 янв. 1945). В конце декабря 1944-февраля 1945 в составе войск 4-й гвардейской, затем 46-й армии 3-го Украинского фронта участвовала в боях по окружению и уничтожению Будапештской группировки немецких войск. В Венской наступательной операции личный состав дивизии вместе с другими соединениями армии показал высокую выучку, организованность и мастерство в ведении боевых действий в условиях горно-лесистой местности. За образцовое выполнение заданий командования при овладении Веной дивизия была награждена 17.05.1945 г. награждена орденом Суворова II степени.

День Победы воины дивизии праздновали сев.-западнее Вены в районе австрийского города Тульн.

## Состав
- 111-й гвардейский стрелковый полк
- 116-й гвардейский стрелковый полк
- 119-й гвардейский стрелковый полк
- 90-й гвардейский артиллерийский полк
- 41-й отдельный гвардейский противотанковый дивизион
- 38-я отдельная гвардейская зенитная батарея (до 30.04.1943 года)
- 36-я отдельная гвардейская разведывательная рота
- 42-я отдельный гвардейский сапёрный батальон
- 163-й отдельный гвардейский батальон связи (56-я отдельная гвардейская рота связи)
- 513-й (43-й) отдельный медико-санитарный батальон
- 39-я отдельная гвардейская рота химической защиты
- 599-я (41-я) автотранспортная рота
- 630-я (45-я) полевая хлебопекарня
- 632-й (44-й) дивизионный ветеринарный лазарет
- 2157-я полевая почтовая станция
- 488-я полевая касса Государственного банка СССР[5]

## Командиры дивизии
- генерал-майор Пастревич, Александр Иванович (1.08.1942 — 1.06.1943),
- генерал-майор Швыгин, Илья Иванович (4.06.1943 — 29.07.1943),
- полковник Казак, Дмитрий Васильевич (30.07.1943 — 14.09.1943, смертельно ранен),
- полковник Сергеев, Константин Алексеевич (25.09.1943 — 26.10.1943),
- полковник Кухарев, Гавриил Ефимович (4.11.1943 — 29.11.1943),
- полковник Сергеев, Константин Алексеевич (30.11.1943 — 4.12.1943),
- генерал-майор Панченко, Григорий Филиппович (5.12.1943 — 22.09.1944),
- полковник Брансбург, Лев Шнеерович (23.09.1944 — июнь 1945).

## Подчинение
| Дата            | Фронт (округ)            | Армия                 | Корпус                             |
| --------------- | ------------------------ | --------------------- | ---------------------------------- |
| 01.08.1942 года | Московский военный округ |                       |                                    |
| 01.09.1942 года | Сталинградский фронт     | 21-я армия            |                                    |
| 01.10.1942 года | Донской фронт            | 21-я армия            |                                    |
| 01.12.1942 года | Юго-Западный фронт       | 5-я танковая армия    |                                    |
| 01.02.1943 года | Южный фронт              | 5-я ударная армия     |                                    |
| 01.05.1943 года | Южный фронт              | 5-я ударная армия     | 31-й гвардейский стрелковый корпус |
| 01.11.1943 года | 4-й Украинский фронт     | 5-я ударная армия     | 31-й гвардейский стрелковый корпус |
| 01.01.1944 года | Резерв Ставки ВГК        | 69-я армия            | 31-й гвардейский стрелковый корпус |
| 01.02.1944 года | 3-й Украинский фронт     | 46-я армия            | 31-й гвардейский стрелковый корпус |
| 01.07.1944 года | 3-й Украинский фронт     |                       | 31-й гвардейский стрелковый корпус |
| 01.09.1944 года | 3-й Украинский фронт     | 46-я армия            | 31-й гвардейский стрелковый корпус |
| 01.10.1944 года | 2-й Украинский фронт     | 46-я армия            | 31-й гвардейский стрелковый корпус |
| 01.12.1944 года | 3-й Украинский фронт     | 4-я гвардейская армия | 31-й гвардейский стрелковый корпус |
| 01.01.1945 года | 3-й Украинский фронт     | 4-я гвардейская армия | 20-й гвардейский стрелковый корпус |
| 01.02.1945 года | 3-й Украинский фронт     | 46-я армия            | 68-й стрелковый корпус             |
| 01.03.1945 года | 3-й Украинский фронт     | 4-я гвардейская армия | 31-й гвардейский стрелковый корпус |

## После войны
Переформирована в октябре 1945 года в 17-ю гвардейскую механизированную Енакиевско-Дунайскую Краснознамённую ордена Суворова дивизию.

## Награды
- 6 августа 1942 года —  почётное звание «Гвардейская» — присвоено приказом Народного комиссара обороны СССР в августе 1942 года при формировании;
- 19 июня 1943 года —  Орден Красного Знамени — награждена указом Президиума Верховного Совета СССР от 19 июня 1943 года за образцовое выполнение боевых заданий командования на фронте борьбы с немецкими захватчиками и проявленные при этом доблесть и мужество;[6]
- 8 сентября 1943 года — почётное наименование «Енакиевская» — присвоено приказом Верховного Главнокомандующего от 8 сентября 1943 года за отличие в боях по освобождению города Енакиево;
- 6 января 1945 года — почётное наименование «Дунайская» — присвоено приказом Верховного Главнокомандующего № 01 от 6 января 1945 года за успешное форсирование реки Дунай в районе города Пакш и прорыв немецкой обороны на её правом берегу;
- 17 мая 1945 года —  Орден Суворова II степени. — награждена указом Президиума Верховного Совета СССР от 17 мая 1945 года за образцовое выполнение заданий командования в боях с немецкими захватчиками при овладении городом Вена и проявленные при этом доблесть и мужество.[7]

Награды частей дивизии:
- 111-й гвардейский стрелковый Венский[8] Краснознамённый[9] полк
- 116-й гвардейский стрелковый Дунайский[10] орденов Суворова[11] и Кутузова[12] полк
- 119-й гвардейский стрелковый ордена Кутузова[13] полк
- 90-й гвардейский артиллерийский Краснознамённый[9] ордена Богдана Хмельницкого[14] полк

## Отличившиеся воины
- За годы войны около 12 тысяч воинов дивизии были награждены орденами и медалями, а 13 из них удостоены звания Героя Советского Союза. Получила 13 благодарностей высшего командования.
- Абзалов, Рем Абзалович, гвардии старший лейтенант, командир стрелковой роты 116-го гвардейского стрелкового полка.
- Аллахвердиев, Мусеиб Абдулла оглы, гвардии капитан, командир батальона 119-го гвардейского стрелкового полка.
- Бабичев, Пётр Алексеевич, гвардии лейтенант, командир взвода пешей разведки 116-го гвардейского стрелкового полка.
- Захаров Николай Николаевич, гвардии младший лейтенант, начальник разведки артиллерийского дивизиона 90-го гвардейского артиллерийского полка.
- Кузнецов, Александр Александрович, гвардии капитан, командир батальона 119-го гвардейского стрелкового полка.[15]

## «Кочетковцы»
представленные к званию Герой Советского Союза (посмертно) (1-й батальон 111-й гв. сп):
- мл. лейтенант Василий Дмитриевич Кочетков
- гв. красноармеец Бурдин Николай Иванович[17](1911—1942) стрелок
- гв. сержант Бурдов Павел Иванович[18](1909—1942) ком отделения
- гв. ефрейтор Гушин Иван Иудович (1922—1942) стрелок
- гв. красноармеец Двоеглазов Алексей Степанович[19] (1914—1942) стрелок
- Докучаев Николай Васильевич (1922—1942)
- Касьянов Иван Никанорович (1917—1942)
- гв. красноармеец Меркурьев Владимир Александрович[20](1922—1942) стрелок
- гв. красноармеец Пуховкин Акиндин Ивановтч (1922—1942) подрывник
- гв. красноармеец Степаненко Михаил Павлович (1922—1942) стрелок[URL=http://saveimg.ru/show-image.php?id=4f609b25524f6c8512dd6290e49730d0] [IMG]http://saveimg.ru/thumbnails/04-05-15/f9043988f9bd90025eea61297e8a607e.jpg[/IMG][/URL]
- гв. красноармеец Унжаков Геннадий Афанасьевич стрелок
- гв. красноармеец Федосимов Николай Михайлович стрелок
- гв. красноармеец Федотовский Николай Михайлович стрелок
- гв. красноармеец Чирков Василий Архипович (1922—1942)
- гв. с-т Шуктомов Михаил Андреевич ком. отделения (1922—1942)
- гв. красноармеец Штефан Григорий Филиппович стрелок

## Память
- В Новосибирске создан музей боевой славы.[21]
- Ростовская область, г. Шахты. В музее Южно-Российском государственном университете экономики и сервиса есть специальная экспозиция, посвящённая воинам 40-й гв. сд, освобождавшим город Шахты от немецко-фашистских захватчиков 12 февраля 1943 года.
- В Берёзовском на базе БМАОУ Гимназия №5 создан музей боевой славы в честь 40-й гвардейской Енакиевско-Дунайской стрелковой дивизии.